# 吴建国 (1956年)
吴建国（1956年9月—），福建省三明市明溪县人，中华人民共和国政治人物。

## 生平
1980年7月，加入中国共产党。1984年5月，任三明市梅列区法院助审员、审判员、副庭长、副院长，街道党委书记，梅列区政府副区长、区委副书记、区长、区委书记，尤溪县委书记（其间1996年3月至1997年12月挂职任涵江区委副书记）。2007年1月，任福建省中共尤溪县委书记。